# Armand Mayer
Seligman-Armand Mayer, né à Paris le 29 janvier 1858, où il est mort le 12 octobre 1934, est un journaliste et patron de presse français de la fin du XIXe siècle et du début du XXe siècle.

## Biographie
À la fin des années 1870, il commence sa carrière de journaliste à La Lanterne, un quotidien politique alors dirigé par son frère aîné, Eugène Mayer. À cette époque, il rédige des échos et s'occupe de questions militaires.
Nommé chevalier (1907), officier (1913) puis commandeur (1926) de la Légion d'Honneur, Armand Mayer a été le directeur général de l'Agence de presse Fournier, spécialisée dans les informations économiques, de 1903 à 1933. Il était vice-président de l'Association de la Presse économique et financière et membre de la Société d'économie politique et de nombreuses associations de presse.

## Distinctions
- Commandeur de la Légion d'honneur (12 janvier 1926)
- Officier d'académie
- Chevalier de l'ordre du Mérite agricole
- Médaille d'honneur de la mutualité (Or)